# 姚思廉
姚 思廉（よう しれん、557年 - 637年）は、中国の唐初の歴史家。字は簡之。一説には名を簡、字は思廉。本貫は呉興郡武康県（現在の浙江省湖州市徳清県）。

## 経歴
陳の吏部尚書の姚察の子として生まれた。姚察は梁と陳の二史を著したが完成できなかった。思廉は幼い頃に父に『漢書』を習った。はじめ陳の会稽王主簿として仕え、隋に入って漢王府参軍事となった。父の服喪のため辞職し、喪が明けると河間郡司法書佐となった。煬帝の命を受けて崔祖濬とともに『区宇図志』の編纂に参与した。のちに代王侍読に任ぜられた。李淵が長安を占領した後も、代王楊侑の側近として正論を吐き、一目置かれた。唐の建国後、李世民の秦王府に召され、文学館学士となった。玄武門の変の後に、李世民が皇太子となると、太子洗馬に任ぜられた。貞観初年、著作郎・弘文館学士に任命された。魏徴とともに梁・陳二史の編纂の命を受けた。貞観10年（636年）、『梁書』（50巻）と『陳書』（30巻）を完成し、後世にはともに二十四史に列せられた。散騎常侍になり、豊城県男に封ぜられた。貞観11年（637年）、世を去り、太常卿の位を追贈され、昭陵に陪葬された。諡を康といった。
また著に『文思博要』があった。

## 伝記資料
- 『旧唐書』巻73 列伝第23「姚思廉伝」
- 『新唐書』巻102 列伝第27「姚思廉伝」